# Invasion Toi
L'invasion Toi (刀伊の入寇, toi no nyūkō) désigne l'attaque du nord de Kyūshū par les pirates jürchens en 1019. À l'époque, Toi (되, Doe) signifie « barbare » en coréen.
Les pirates toi naviguent avec environ 50 navires en provenance de Goryeo, puis prennent d'assaut la province d'Iki, la province de Tsushima puis la baie de Hakata. Pendant une semaine, en se servant de l'île Noko (能古島, noko no shima) dans la baie comme base, ils détruisent les villages et enlèvent des Japonais pour les réduire en esclavage. Le dazaifu, centre administratif de Kyūshū, lève une armée qui repousse avec succès les pirates.
Trois ennemis sont capturés par l'armée japonaise à Matsura et sont identifiés comme Coréens. Ils disent être des gardes-frontières, capturés par les Toi. Toutefois, les officiers japonais les soupçonnent, car il y a eu quelques pirates coréens dans l'ancienne période Silla. Après le rapport de Nakamine no Mochitaka, qui s'est infiltré en Goryeo, cette suspicion est levée. Quelques mois plus tard, Jeong Jaryang ( 郑子良), délégué de Goryeo, rapporte que leurs forces ont attaqué les pirates au large de Wonsan et sauvé environ 260 Japonais. Le gouvernement coréen les a ensuite rapatriés au Japon. Il reste des rapports détaillés par deux femmes captives, Kura no Iwame et Tajihi no Akomi.
Ces pirates Jürchens vivaient dans ce qui est aujourd'hui la ville de Hamgyŏngdo, en Corée du Nord. Ils attaquaient fréquemment la côte orientale de la péninsule coréenne. L'île Ulleungdo en particulier a été abandonnée en raison de leurs attaques répétées. L'invasion de 1019 fait partie de ces « incidents ».